# Розес
Розе́с (фр. Rozès) — коммуна во Франции, находится в регионе Юг — Пиренеи. Департамент — Жер. Входит в состав кантона Валанс-сюр-Баиз. Округ коммуны — Кондом.
Код INSEE коммуны — 32352.

## География
Коммуна расположена приблизительно в 590 км к югу от Парижа, в 90 км западнее Тулузы, в 25 км к северо-западу от Оша.
На востоке коммуны протекает река Баиз.

## Климат
Климат умеренно-океанический. Лето жаркое и немного дождливое, температура часто превышает 35 °С. Зимой часто бывает отрицательная температура и ночные заморозки. Годовое количество осадков — 700—900 мм.

## Население
Население коммуны на 2010 год составляло 128 человек.
| 1962 | 1968 | 1975 | 1982 | 1990 | 1999 | 2010 |
| ---- | ---- | ---- | ---- | ---- | ---- | ---- |
| 156  | 143  | 112  | 108  | 103  | 109  | 128  |

## Администрация
| Период | Период | Фамилия     | Партия | Примечания |
| ------ | ------ | ----------- | ------ | ---------- |
| 1959   | 1971   | Франсис Вик |        |            |
| 1971   | 2008   | Серж Делор  |        |            |
| 2008   | 2020   | Мишель Вик  |        |            |

## Экономика
В 2010 году среди 67 человек трудоспособного возраста (15-64 лет) 50 были экономически активными, 17 — неактивными (показатель активности — 74,6 %, в 1999 году было 71,4 %). Из 50 активных жителей работали 47 человек (26 мужчин и 21 женщина), безработных было 3 (1 мужчина и 2 женщины). Среди 17 неактивных 6 человек были учениками или студентами, 6 — пенсионерами, 5 были неактивными по другим причинам.